# Пушкино (городской округ Саранск)
Пушкино — посёлок в Мордовии в составе России. 
Входит в городской округ Саранск. Подчинён администрации Октябрьского района Саранска. Административно относится к рабочему посёлку Николаевке.

## География
Находится на расстоянии примерно 1 километра по прямой к югу от границы города Саранск.

## История
Основан в 1930-е годы переселенцами из села Атемар.

## Население
| 2002 | 2010 |
| ---- | ---- |
| 635  | ↘633 |

Постоянное население составляло 635 человек (русские 69 %, мордва 28 %) в 2002 году, 633 в 2010 году.